# Шаміс Давид Лазаревич
Давид Лазаревич Шаміс (рос. Давид Лазаревич Шамис; 10 грудня 1902, Голта, Херсонська губернія — 16 травня 1972, Алмати) — радянський, український і казахський мікробіолог, доктор біологічних наук і професор єврейського походження. Член-кореспондент АН Казахстанської РСР (1958). Заслужений діяч науки КРСР.

## Біографія
Давид Шаміс народився 10 грудня 1902 року в місті Голта Херсонської губернії (нині — історичний район Первомайська Миколаївської області). У 1926 році закінчив Одеський інститут народної освіти.
Працював у 1926-1930 роках завідувачем трудової школи та педагогом у Тростянці на Вінниччині. У 1930-1933 роках — аспірантом Одеського зообіологічного інституту. У 1933-1939 роках — старшим бактеріологом Одеського консервного заводу. У 1939-1941 роках — асистентом кафедри Одеського державного університету. У 1944-1954 роках — завідувачем сектору мікробіології АН КазРСР.
У 1948 році — доктором біологічних наук. У 1954 році — професором. У 1954-1956 роках — доцентом кафедри Казахського сільськогосподарського інституту. У 1956-1963 роках — директором Інституту мікробіології та вірусології АН КазРСР.
У 1958 році — членом-кореспондентом АН Казахстанської РСР.
У 1961 або 1966 році був відзначений як Заслужений діяч науки Казахської РСР.
У 1963-1972 роках — завідувач лабораторії Інституту мікробіології та вірусології АН КазРСР.
Помер 1972 року в місті Алмати.

## Сім'я
- Має сина Моріса Сімашко (1924-2000), письменника.

## Наукові публікації
Автор понад 70 наукових публікацій, зокрема 1 монографії.
Дослідження в галузі технічної мікробіології, зокрема інтенсифікації виноробного і хлібопекарського виробництва, використання мікроорганізмів і кормовиробництва, біосинтезу білка на рослинних гідролізатах і вуглеводнях нафти.
- «Вивчення дикорослих очеретів Казахстану як сировини для виробництва кормових дріжджів і молочної кислоти» (рос. «Изучение дикорастущих тростников Казахстана как сырья для производства кормовых дрожжей и молочной кислоты»). Алмати, 1958;
- «Індукований синтез фосфатази у кормових дріжджів» (рос. «Индуцированный синтез фосфатазы у кормовых дрожжей»). Алмати, 1974.